# 許容損失
電子部品における許容損失（きょようそんしつ、英:Allowable power dissipation）とは、ある電子部品において、部品の性能を維持できる温度を超えない最大の消費電力のことである。最大許容損失とも呼ばれる。半導体などの電子部品の性能を表す指標として用いられる。

## 電子部品における重要性
あらゆる電子部品は部品に電流が流れる際にエネルギーが熱エネルギーとなる（超伝導のものを除く）ため、発熱し温度が上昇する。発生した熱がいつまでも電子部品内にたまると、温度が上昇し電子部品を破壊する。そのため、あらゆる電子部品はその熱を外部に排出しなければならない。
許容損失はある電子部品が単位時間あたりに放出できる最大の熱量とみなすこともできる。

## 放熱の手段による分類

### 空気への放熱
ほとんどの電子部品は民生品を中心に熱を空気に放出する。空気中への放熱は気温が高ければ高いほど難しくなるため許容損失も小さくなる。そのため、消費電力の大きな電子部品は常温における許容損失だけでなく、回路の周囲に起こりえる最大の気温と許容損失の関係も部品の重要な特性となる。

### 基板への放熱
ヒートシンクをつけたり筐体に密着させていない電子部品は発生する熱のほとんどが電極を通じて基板に放出される。これは電子部品のパッケージと空気の間の熱抵抗よりも電極基板間の熱抵抗の方が圧倒的に低いためである。基板に放出された熱は基板表面から空気中に放熱されるため、基板の広さや材質、導体箔面積によっても許容損失は変化する。一般的に大きな基板ほど許容損失は大きくなる。

### ヒートシンクへの放熱
電子部品にヒートシンクなどを取り付けて許容損失を大きくすることができる。
一般的に、ヒートシンクと電子部品の間の熱抵抗は空気と電子部品の間と比べ低い。そのため、熱抵抗は空気とヒートシンクの表面において最大となる。この時、熱抵抗はほぼヒートシンクの表面積に比例する。表面積を増やすため、ヒートシンクの一部には剣山のような形状をしているものがある。
また、送風機等によりヒートシンク近辺の温度を低く保つことにより、系全体の熱抵抗を下げる事も行われる。これにより許容損失はさらに大きくなる。

### 液体への放熱
スーパーコンピュータや一部のコンピュータにおいてヒートパイプを利用した冷却方法 (液冷) もある。この方法は熱抵抗が低い液体を利用するもので規模が大きなものになるが、最終的には熱交換器により空気中に放熱される。これも許容損失を増やす方法のひとつである。

### 輻射による放熱
人工衛星においては空気中に放熱できないため、輻射による放熱しかできない。よって許容損失は大幅に小さくなる。